# Tenrecinae
Tenrecinae — підродина тенрекоподібних ссавців родини Тенрекові (Tenrecidae). Всі представники підродини є ендеміками Мадагаскару.

## Класифікація
Підродина містить 5 видів у 4 родах:
- Підродина Tenrecinae
  - Рід Echinops
    - Echinops telfairi

  - Рід Hemicentetes
    - Hemicentetes nigriceps
    - Hemicentetes semispinosus

  - Рід Setifer
    - Setifer setosus

  - Рід Tenrec
    - Tenrec ecaudatus